# Hill GH2

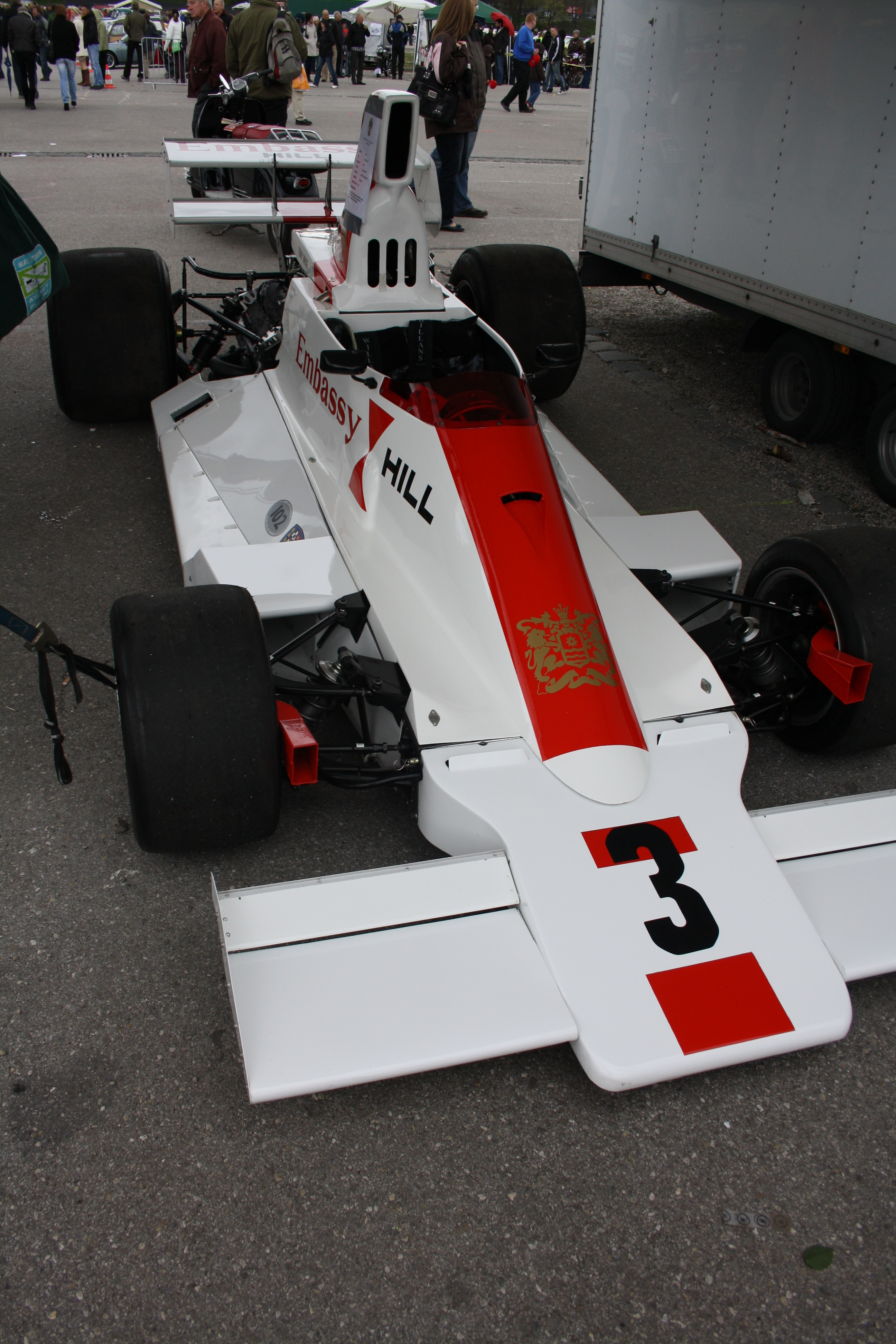
Hill GH2

Der Hill GH2 war ein Formel-1-Rennwagen, gebaut 1975 vom Team Hill, der jedoch nie bei einem Weltmeisterschaftslauf eingesetzt wurde.

## Entwicklungsgeschichte und Technik
Der Hill GH2 war der erste eigenständige Formel-1-Rennwagen den Andy Smallman für das Team von Graham Hill baute und der  1976 in der Weltmeisterschaft zum Einsatz kommen sollte. Das Vorgängermodell, der GH1 basierte noch auf dem Lola T371. Der GH2 hatte extrem flache Seitenkästen, die dem Wagen eine schmale Silhouette verliehen. Tony Brise begann im Spätsommer 1975 mit einer umfassenden Testarbeit in Silverstone. Die dabei erzielte Zeiten ließen das Team auf eine erfolgreiche Saison hoffen.

## Renngeschichte
Durch den Tod von Graham Hill, Tony Brise und Andy Smallman bei einem Flugzeugabsturz im November 1975 kam das Projekt zum Stillstand. Ein GH2 wurde noch fertig gebaut und steht heute in einem britischen Automobilmuseum.